# Strubben

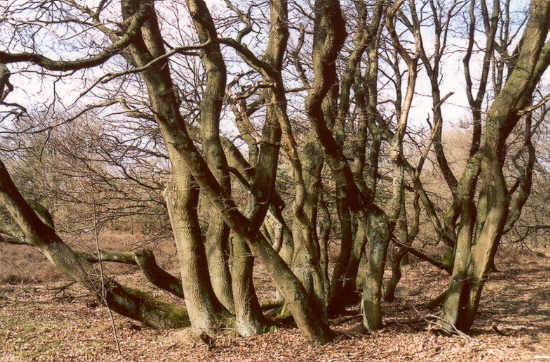
Strub op de Veluwe

Strubben, ook wel strubbel of strubbenbos is in vele streken een naam voor stronken van bomen en struiken, die bij het kappen zijn blijven staan, synoniem van strobbe.
Strubben zijn grillig gevormde eikenhakhoutstoven van struikachtige bomen, ontstaan door het herhaaldelijk oogsten van geriefhout of het aanvreten van de jonge uitlopers door schapen. De knoestige stammen zijn gegroeid uit een enkele strub die een doorsnede van wel twintig meter kan hebben. Het is de typische verschijningsvorm van eiken in het esdorpenlandschap. 
Strubben langs sterk begraasde heidenvelden konden ook ontstaan doordat de schapen ervoor zorgden dat zaailingen niet uitgroeiden tot bomen. De eikenstruiken zagen wel kans afleggers te vormen. De eikenopslag werd hierdoor steeds breder. Toen de begrazing na de negentiende eeuw sterk verminderde vormden zich de opgaande strubben; clusters van grillige gevormde eiken die op vegetatieve wijze uit één moederplant ontstaan zijn.